# Vejen Sportsforening
Vejen Sportsforening (eller Vejen SF, VSF) er en dansk fodboldklub fra Vejen. Klubben spillede 1937-1939 to sæsoner i den bedste danske række.
Klubben blev stiftet den 11. november 1890 og spillede også med om danmarksmesterskabet under 2. verdenskrig. Klubben rykkede ud af 2. division i 2000 og spiller nu i Jyllandsserien under DBU Jylland.
Klubben har fanklubben The Red Scottish. Fanklubben opstod i 2004 hvor den har fungeret som officiel fanklub for Vejen SF.

## Tidligere spillere
- Palle Hansen
- Carsten Lauenborg
- Per Madsen
- Flemming Dreyer (Far til Anders Dreyer)

## Ekstern henvisning
- Vejen SF's officielle hjemmeside
- Vejen SF's Fanklub "The Red Scottish"

| Fodbold | Spire Denne artikel om en dansk fodboldklub er en spire som bør udbygges. Du er velkommen til at hjælpe Wikipedia ved at udvide den. |